# Behrn Arena
Behrn Arena (do 2005 roku Eyravallen) – stadion piłkarski w Örebro, w Szwecji. Został otwarty 26 sierpnia 1923 roku. Może pomieścić 12 645 widzów. Swoje spotkania rozgrywają na nim piłkarze klubu Örebro SK, piłkarki drużyny KIF Örebro DFF, a także zawodnicy zespołu futbolu amerykańskiego Örebro Black Knights.

## Historia
Pierwsze boisko założonego w 1908 roku klubu Örebro SK mieściło się w dzielnicy Örnsro. Obiekt ten był jednak w złym stanie technicznym i w latach 20. XX wieku zdecydowano się na budowę nowego stadionu w innej lokalizacji. Pierwsze zawody sportowe przeprowadzano na nim jeszcze w trakcie budowy, w roku 1922. Nową arenę oficjalnie zainaugurowano 26 sierpnia 1923 roku przy udziale generała majora Viktora Balcka. Nowy obiekt miał bieżnię lekkoatletyczną oraz drewnianą, zadaszoną trybunę główną po stronie północnej. W 1933 roku, przy okazji 25-lecia klubu Örebro SK, oddano do użytku nową bramę główną stadionu. Na jubileusz planowano także oddanie do użytku nowej zadaszonej trybuny po stronie południowej, naprzeciwległej do trybuny głównej. Z pracami nie zdążono jednak na czas i została ona otwarta w roku 1934. Była ona również drewniana i położona niesymetrycznie względem boiska (nie była położona centralnie, lecz przesunięta nieco w kierunku zachodnim). Trybunę tą rozebrano w 1973 roku, a w jej miejsce rok później stanęła nowa, betonowa, zadaszona trybuna, która istnieje do dziś. Wówczas zainstalowano także maszty oświetleniowe (wymienione na nowe na przełomie lat 2017 i 2018). Modernizacje areny przyniosły również likwidację bieżni lekkoatletycznej i powstanie trybun za bramkami. W 2002 roku rozebrano z kolei starą trybunę główną z 1923 roku. Rok później w jej miejscu powstała kolejna betonowa i zadaszona trybuna. W 2004 roku wykonano nowe wejście główne na stadion, zastępując bramę z 1933 roku. W 2005 roku po podpisaniu umowy sponsorskiej obiekt przemianowano na Behrn Arena (dotychczas stadion zwany był Eyravallen). Był to pierwszy w historii przypadek sprzedaży praw do nazwy stadionu w Szwecji. W 2007 roku otwarto nową, betonową trybunę za zachodnią bramką, a w roku 2009 betonową trybunę po przeciwległej stronie. Pojemność stadionu wynosi obecnie 12 645 widzów, z czego znaczna część widowni znajduje się pod zadaszeniem. Obok stadionu znajduje się m.in. kryte lodowisko (również pod nazwą Behrn Arena), otwarte w 1965 roku.
Obiekt od początku swego istnienia jest areną domową klubu piłkarskiego Örebro SK, który ma wieloletni staż w Allsvenskan. W sezonie 1994 zespół ten otarł się o zdobycie tytułu mistrzowskiego. W latach 1988 i 2015 dochodził także do finału Pucharu Szwecji. W latach 90. XX wieku drużyna bez większych sukcesów występowała w rozgrywkach Pucharu UEFA, a w sezonie 2011/2012 również w kwalifikacjach do Ligi Europy. Na stadionie swoje spotkania rozgrywają też utytułowane zespoły piłki nożnej kobiet (KIF Örebro DFF) i futbolu amerykańskiego (Örebro Black Knights).
Stadion był jedną z aren piłkarskich Mistrzostw Świata 1958. Rozegrano na nim jedno spotkanie tego turnieju, 15 czerwca w ostatniej kolejce spotkań fazy grupowej na Eyravallen zagrały ze sobą reprezentacje Francji i Szkocji (2:1). Ponadto na obiekcie trzy spotkania towarzyskie rozegrała reprezentacja Szwecji: 31 maja 1989 roku z Algierią (2:0), 17 sierpnia 1994 roku z Litwą (4:2) i 19 sierpnia 1998 roku z Rosją (1:0).